# Nadine Rotheudt
Nadine Rotheudt, née le 16 mars 1977 à Verviers est une femme politique belge germanophone, membre du Sozialistische Partei.
Elle est enseignante.

## Fonctions politiques
- 2008-     : conseiller communal à La Calamine
- 2009-2014 : membre du parlement germanophone.